# Dichotomyctere kretamensis
El Dichotomyctere kretamensis es una especie de pez actinopeterigio de agua dulce, de la familia de los tetraodóntidos.

## Morfología
Con el cuerpo típico de los peces globo de agua dulce de su familia, la longitud máxima descrita fue de un macho de 4'5 cm. Es inofensivo para los humanos.

## Distribución y hábitat
Se distribuye por ríos y lagos del norte de la isla de Borneo, donde habita aguas dulces tropicales, de comportamiento demersal.